# مهرداد درویش‌پور
مهرداد درویش‌پور، (زاده شهریور ۱۳۳۹) فعال سیاسی و جامعه‌شناس چپگرای اهل ایران مقیم سوئد و آموزگار ارشد و پژوهشگر مددکاری اجتماعی در آکادمی بهداشت، مراقبت و رفاه در دانشگاه ملاردالن است. او از مبارزان علیه نظام پادشاهی و از اعضای سازمان پیکار در راه آزادی طبقه کارگر بوده است. در حال حاضر وی از منتقدان پادشاهی شاهزاده رضا پهلوی و مخالف ملی‌گرایی در ایران است.

## زندگی
مهرداد درویش پور از ابتدای نوجوانی در جنبش مارکسیستی ایران علیه نظام پادشاهی فعالانه حضور داشته است. در بهبوهه بحران کردستان و درگیری‌های نظامی احزاب کرد، در ۱۳۶۲ به کردستان رفت و بیش از یک سال را در کنار آنها سپری کرد. در ۱۹۸۴ به سوئد پناهنده شد و از جمله با انتشار نشریه تئوریک «تلاش» به نقد ارتدوکسی در چپ پرداخت. از نیمه دوم دهه ۱۹۸۰ با نقد انقلاب اسلامی، مجازات اعدام، خشونت و قدرت، سوسیالیسم استبدادی و مردسالاری به این مباحث نوین چپ و دموکراتیک و به ویژه فمینیسم پرداخت. در سال ۲۰۰۳ از پایان‌نامه خود در جامعه‌شناسی در دانشگاه استکهلم دفاع کرد. وی تاکنون، چندین پژوهش در زمینه جنسیت، قومیت و خانواده داشته و به غیرت نیز پرداخته است. درویش پور از منتقدان نئولیبرالیسم است و به گفته خودش از شعارهای برخی از دانشجویان تهرانی علیه نئولیبرالیسم در ایران در شانزده آذر ۹۸ به وجد آمده است.
وی کماکان درمورد خانواده، جنسیت و قومیت تحقیق می‌کند. مسئله عزت، مردانگی و برابری جنسیتی. ادغام، قدرت و تبعیض کودکان و جوانان بدون همراه و تازه‌وارد تحقیقاتی کرده است. درویش پور مقالات علمی بسیاری را منتشر کرده و در چندین گزارش در مورد وظایف دولت دربارهٔ زنان مهاجر، مسئله غیرت در مردان مهاجر و برابری جنسیتی در مدارس شرکت کرده است. کتاب «مهاجرت و قومیت. چشم‌انداز سوئد چند فرهنگی». شامل آخرین تحقیقات وی در مورد ادغام و توسعه برابری جنسیتی در میان کودکان و جوانان تازه‌وارد در سوئد است. وی همچنین تحقیقاتی را منتشر کرده است، «فرزندان ناتنی دولت رفاه - یک دیدگاه مقطعی در روابط قومی و تبعیض در سوئد». که مسائل ادغام و تبعیض را بیان می‌کند. مطالعه درویش پور ادعا می‌کند که شکاف بین داخلی و خارجی متأثر از تبعیض است.
از نظر او نقش نژادپرستی در غرب، سابقه استعمار و میلیتاریسم و حمله نظامی به کشورهای منطقه، تجاوز اسرائیل به حقوق فلسطینی‌ها و… در ایجاد حس تحقیر و رشد بنیادگرایی اسلامی انکارناپذیر است.
پس از انتخابات سال ۱۳۹۲ و حضور بالای مردم در انتخابات اعلام کرد که گروه‌های اپوزیسیونی که انتخابات را تحریم کردند و حاضر به هیچ درس آموزی از تجربه این انتخابات نیستند، در آینده یکسره منزوی خواهند شد.
وی باور دارد که ادغام یک رابطه متقابل است و وجود گروه‌های مهاجر می‌تواند به ادغام سوئد در تنوع جهانی کمک کند. درویش پور معتقد است این توضیح که تفاوت فرهنگی بین «سوئدی‌ها» و «مهاجران» دلیل اصلی شکاف زیاد است و شرایط و سبک زندگی مختلفی را به گروه‌ها ارائه می‌دهد نادرست است.
درویش پور مسئول پروژه تحقیق دربارهٔ ورود کودکان و جوانان تازه‌وارد و توسعه برابری جنسیتی در Sörmland و Västmanland است. این پروژه در سال اول قرارداد اجتماعی در دانشگاه ملاردالن تأمین شد و در ژانویه ۲۰۱۷ همراه با نیکلاس مونسون، استاد آموزش، ایلدیکو آزتالوس مورل، دانشیار جامعه‌شناسی و مگنوس هاپ، دکترای مدیریت بازرگانی در دانشگاه ملاردالن آغاز شد.

## آثار
- زنان مهاجر الگو شکنی می‌کنند. چگونه تغییر قدرت در خانواده‌های ایرانی در سوئد بر این رابطه تأثیر می‌گذارد، مطالعات استکهلم در جامعه‌شناسی. N.S.17 Almqvist و Wiksell International: استکهلم ۲۰۰۳ (پایان‌نامه)
- متون جامعه‌شناسی در مورد خانواده، قومیت، فمینیسم و نژادپرستی، مرکز تحقیقات رفاه: استکهلم ۲۰۰۴
- «دختران مهاجر» تجزیه و تحلیل مقطعی درگیری‌های نسلی در میان «خانواده‌های مهاجر» در سوئد، مهاجران و ادغام در دانمارک و سوئد، (ویراستاران) Hedroft , Ulf , Petterson , Bo and Sturfelt , Lina , Makdam: یوتیوری ۲۰۰۶.
- مهاجرت و قومیت: چشم‌اندازهای سوئد چند فرهنگی، (ویراستار) درویش پور، و چارلز وستین،انتشارات دانشجویی لوند ۲۰۰۸